# Juden in Bouxwiller, Ingwiller und Marmoutier
Abseits der großen Städte gab es jüdische Gemeinden in den kleinen Städten des Elsass. Bouxwiller, Ingwiller und Marmoutier als Beispiele hatten lebendige jüdische Gemeinden und es existieren bis heute zahlreiche Zeugnisse jüdischen Lebens. Die drei Städte liegen im Nordwesten des Elsass, in der Nähe von Saverne, am Rand der Vogesen. Juden siedelten sich nicht in den Dörfern an, weil sie kein Land besitzen durften und darum nicht Bauern werden konnte, in den Städten war ihnen der Zugang zu den Handwerken durch die Zünfte versperrt, sie verdienten ihren Lebensunterhalt meist als Händler, insbesondere Viehhändler und Geldverleiher.

## Geschichte
Erste Nachweise für Juden in den drei Städten gab es im 14. Jahrhundert, Bouxwiller ab 1300, Ingwiller vor 1349 und Marmoutier 1338. Die erste Ansiedlung der Juden ist nicht dokumentiert, erst die Verfolgungen geben Hinweise mit Jahreszahlen. Der Wechsel aus Tolerierung und Verfolgung war derselbe wie im restlichen Elsass. Die Juden in Bouxwiller und Ingwiller hatten das Glück, in der Grafschaft Hanau-Lichtenberg zu leben, deren Fürsten tolerant waren im Sinne der Aufklärung.
1725 lebten in Bouxwiller 31 jüdische Familien und 5 Witwen. Weitere Bevölkerungszahlen der jüdischen Gemeinde von Bouxwiller waren 1784 - 297, 1807 - 275, 1851 - 353, 1866 - 296, 1956 - 109.
Der Graf von Hanau-Lichtenstein bot Juden, die nach den Pogromen während der Großen Pest 1349 in den Städten verfolgt worden waren, Zuflucht in Ingwiller. Nach der Reformation durften die Juden auch in Ingwiller Häuser kaufen und bestimmte Berufe ausüben. Das „Schirmgeld“, das sie bezahlen mussten, war kaum höher als die Abgaben der Christen. Nach dem Dreißigjährigen Krieg warb der Graf Friedrich Casimir auch um Juden, um Ingwiller wieder zu bevölkern. Im 18. Jahrhundert wuchs die jüdische Bevölkerung von 13 auf 38 Familien. 1770 wurde eine jüdische Schule gegründet, die Synagoge wurde 1776 erbaut. 1791, während der Französischen Revolution, waren von einer Gesamtbevölkerung von 1331 210 Juden. 1809 begann man mit dem Bau einer neuen, größeren Synagoge und legte einen Friedhof an, vorher wurden die Toden in Ettendorf beerdigt. Im 19. Jahrhundert wuchs die Bevölkerung zunächst auf mehr als 500 an, um dann wieder abzunehmen, viele Juden und andere Einwohner wanderten in die USA aus. Im 2. Weltkrieg kam es zu Pogromen: am 24. Juli und am 8. August 1944 wurden 26 Juden ermordet von der Gestapo und den Vichy Milizen. 1987 lebten noch 28 Juden in Ingwiller.
Die Geschichte Marmoutiers wird von seinem Kloster bestimmt. Man nimmt an, dass sich die ersten Juden im 10. Jahrhundert niederließen, als Händler, die christliche Kirche verdammte Händler. Erste Nachweise stammen vom 4. Dezember 1338, als die Stadt Straßburg einen Vertrag mit 15 Juden in Marmoutier abschloss, der ihnen Schutz gegen Bezahlung zusicherte. 1497 wurden die Juden der Stadt verwiesen, im Jahr 1525 wurden auch Juden in den Bauernkriegen geplündert. 1650 lebten 30 Juden im jetzt französischen Marmoutier. Die Bevölkerung wuchs auf ca. 100 im Jahr 1700, 299 in der Volkszählung 1784 und ca. 500 in der Mitte des 19. Jahrhunderts. Am 28. und 29. Februar 1848 stürmte eine Meute von Bauern die jüdischen Häuser und plünderten sie. Mehrere jüdische Familien verließen Marmoutier und suchten in Straßburg Schutz, darunter auch Alphonse Lévy. Anfang des 19. Jahrhunderts erstellte man einen Überblick über die jüdische Bevölkerung: von den 70 Familien mit 350 Personen waren 9 Familien reich, 27 wohlhabend und 34 arm. Nach 1945 kamen ca. 40 Juden zurück, zwanzig Jahre später war die jüdische Gemeinde erloschen.

## Jüdische Kultur
1767 wurde in Bouxwiller eine Jeschiwa, eine Thora-Schule, durch den reichen und gläubigen Mäzen Seligmann Puttlingen gegründet. Er setzte unter anderen den berühmten Hofjuden Cerf Beer als Verwalter ein. Berühmt war auch das jüdische Gericht Beth Din, das bis zur Französischen Revolution Recht sprach für Juden im Nordelsass bis nach Pirmasens.
1836 wurde die jüdische Schule in Ingwiller anerkannt, sie hatte ca. 30 Schüler. Bekannte Schüler waren der General Camille Baruch Lévi, der Professor der Medezin Henri Metzger und der Großrabbiner Höhnel Meiss. 1867 wurde Simon Lévy (1838–1898) Rabbiner von Ingwiller. 1808 wurde Marmoutier eines der 18 Rabbinate des Departments Bas-Rhin. 1822 wurde die Judenschule, die bereits seit dem Beginn des 18. Jahrhunderts bestand, staatlich anerkannt. 1822 wurde auch die neue Synagoge, die einen Vorläufer aus dem 18. Jahrhundert ablöste, eingeweiht. Bis 1798 wurden die Juden auf dem Friedhof von Saverne beerdigt, danach erhielt Marmoutier einen eigenen jüdischen Friedhof.

## Zeugnisse
Die Juden von Bouxwiller und Umgebung wurden im Friedhof von Ettendorf beerdigt, mit Erlaubnis von Kaiser Maximilian II. ab ca. 1575, heute (2020) ist er 3,5 ha groß. Der Graf Friedrich Casimir erlaubte ihnen 1665 einen Friedhof in Neuwiller-lès-Saverne anzulegen, heute der „Alte Friedhof“. 1848 wurde die Synagoge in der Rue des Juifs eingeweiht. Von ihr ist heute nur noch ein kleines Oratorium übrig, die Thorarollen und alle anderen Kultgegenstände wurden zerstört. Seit 2000 ist hier das jüdische Museum untergebracht.

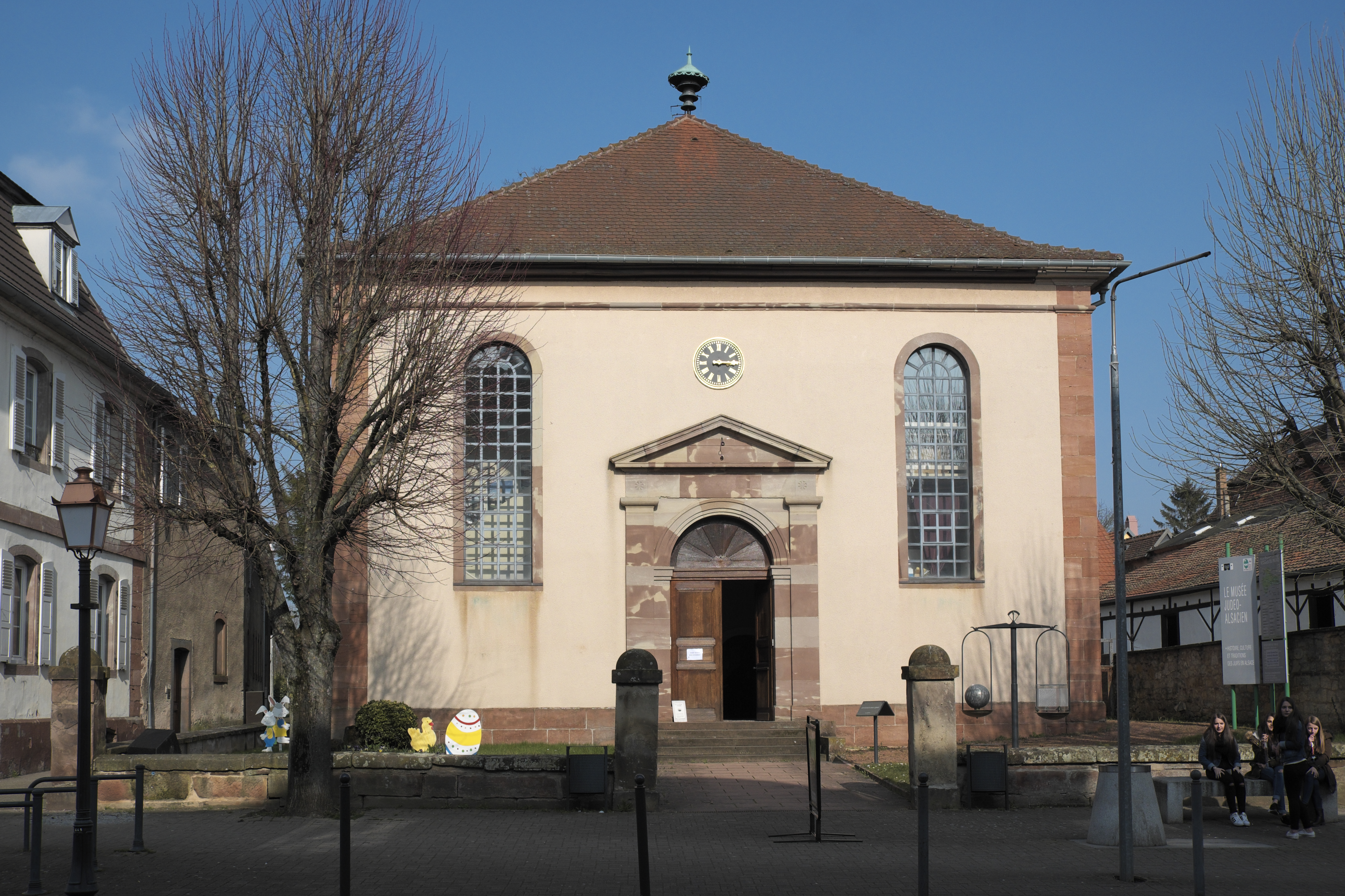
Synagoge Bouxwiller

Die Synagoge von Ingwiller von 1822 steht mitten in der Altstadt, gut erhalten, wird aber mangels Gemeinde nicht mehr für Gottesdienste, aber noch für Hochzeiten und Konzerte genutzt.

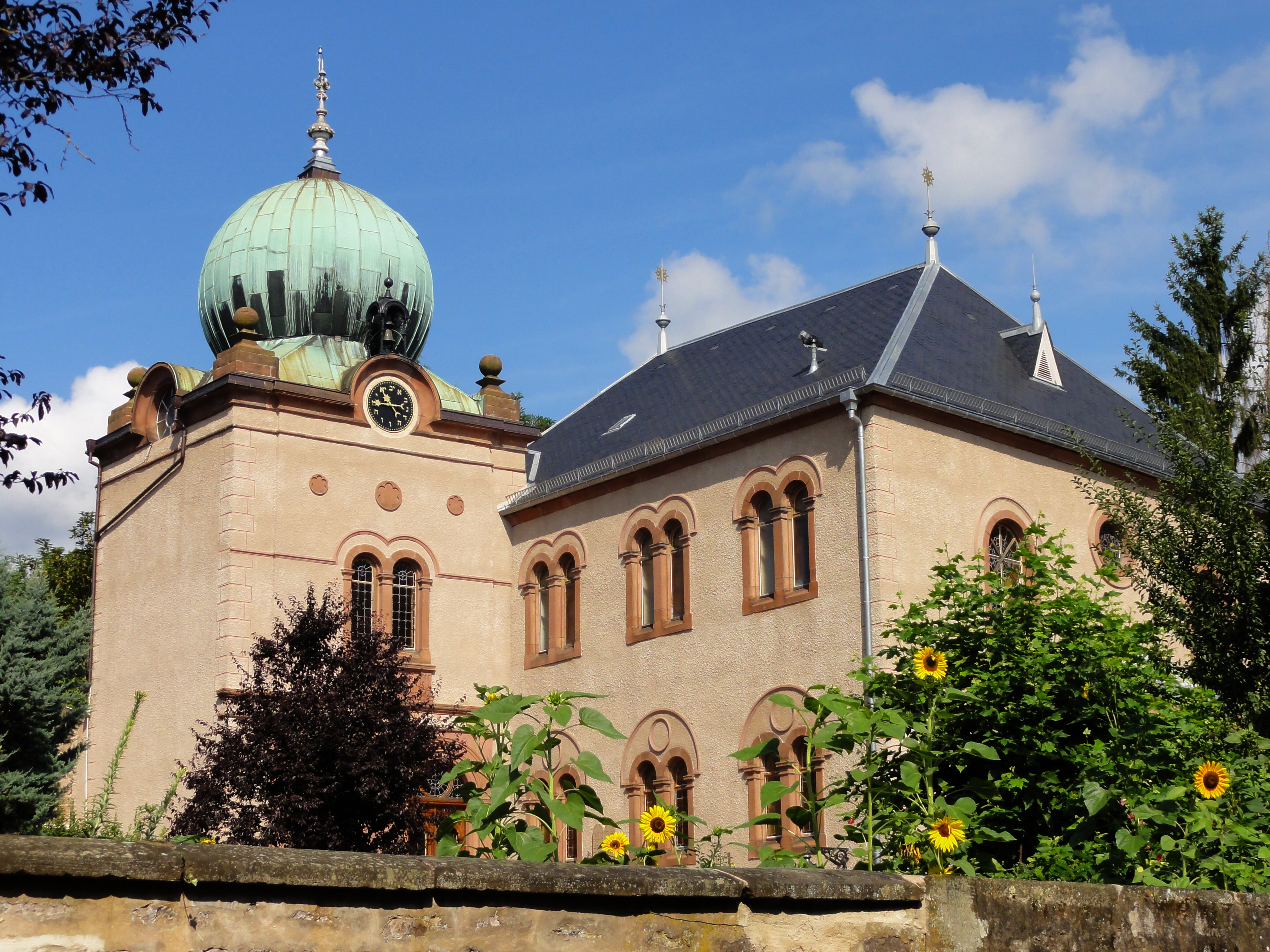
Synagoge Ingwiller

Der jüdische Friedhof liegt neben dem allgemeinen Friedhof, durch eine Mauer getrennt.
Der jüdischen Friedhof von Marmoutier umfasst heute (2022) ca. 600 Gräber. Im Museum von Marmoutier gibt es eine umfangreiche jüdische Abteilung, mit einem jüdischen Bad, einer Mikwe. Die Geburtshäuser von Albert Kahn und Alphonse Lévy können in einem Rundgang durch die jüdische Geschichte besichtigt werden.

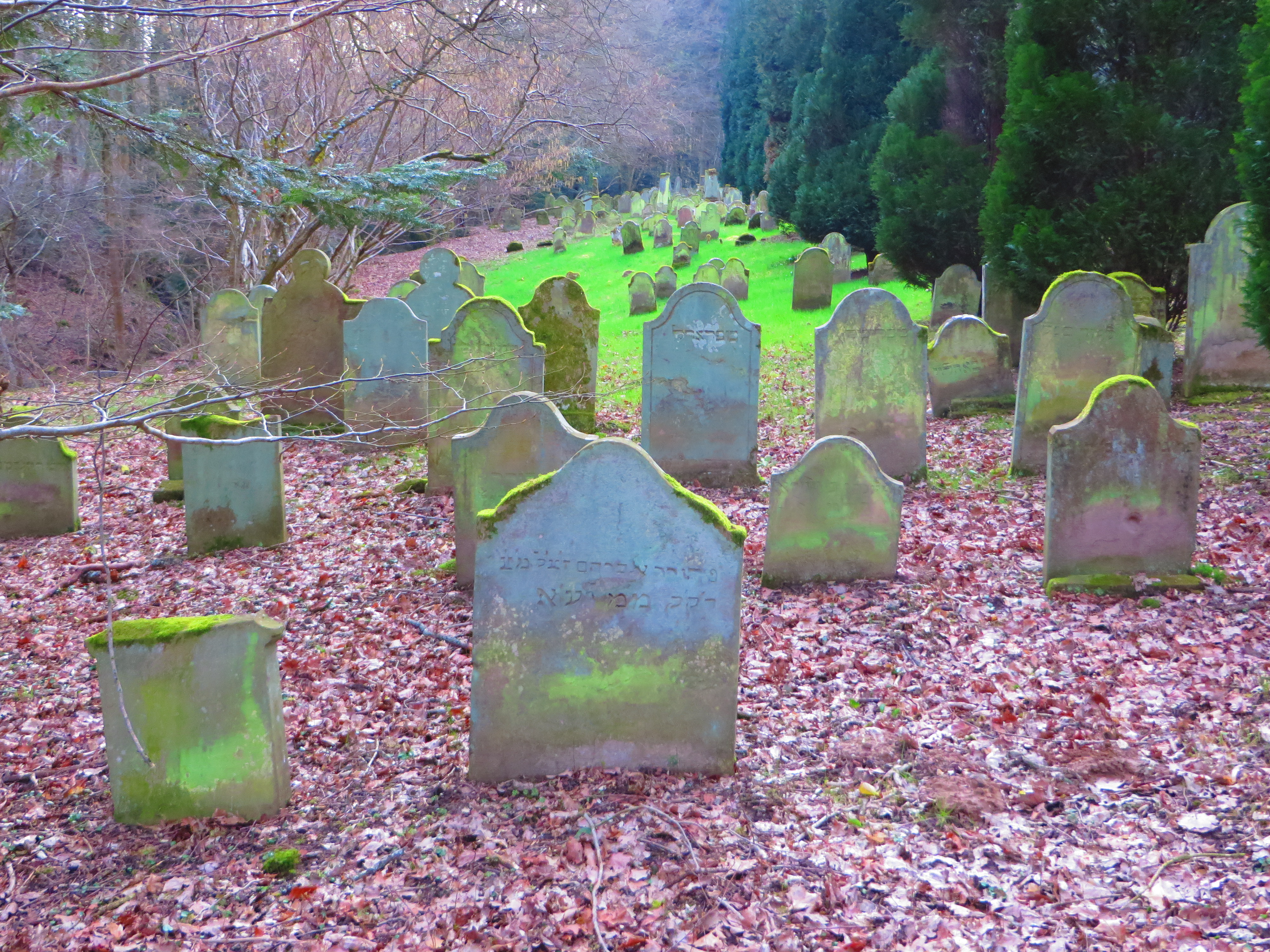
Marmoutier jüdischer Friedhof